# نرجس عملاق

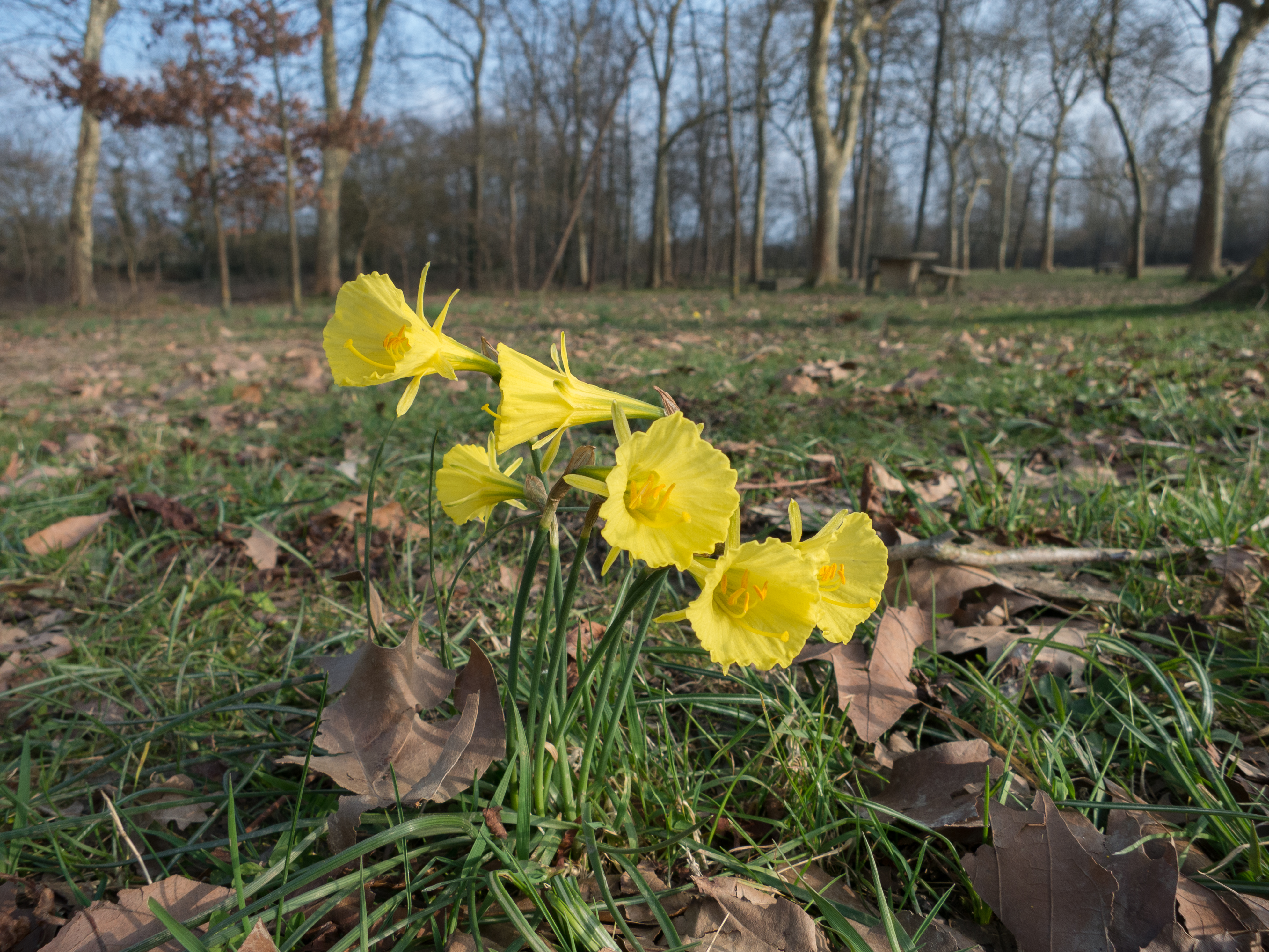

النرجس العملاق نوع نباتي يتبع جنس النرجس من الفصيلة النرجسية. ينمو النبات من بصلة شتوية مبكرة معمرة.

## الموئل والانتشار
الموطن الأصلي للنرجس العملاق إسبانيا وفرنسا.